# Estourmel
Estourmel – miejscowość i gmina we Francji, w regionie Hauts-de-France, w departamencie Nord.
Według danych na rok 1990 gminę zamieszkiwało 411 osób, a gęstość zaludnienia wynosiła 75 osób/km² (wśród 1549 gmin regionu Nord-Pas-de-Calais Estourmel plasuje się na 844. miejscu pod względem liczby ludności, natomiast pod względem powierzchni na miejscu 638.).